# NGC 1984
NGC 1984 est un amas ouvert associé à une nébuleuse en émission situé dans la constellation de la Dorade. Cet amas et cette nébuleuse sont situés dans le Grand Nuage de Magellan. NGC 1984 a été découvert par l'astronome britannique John Herschel en 1835. 

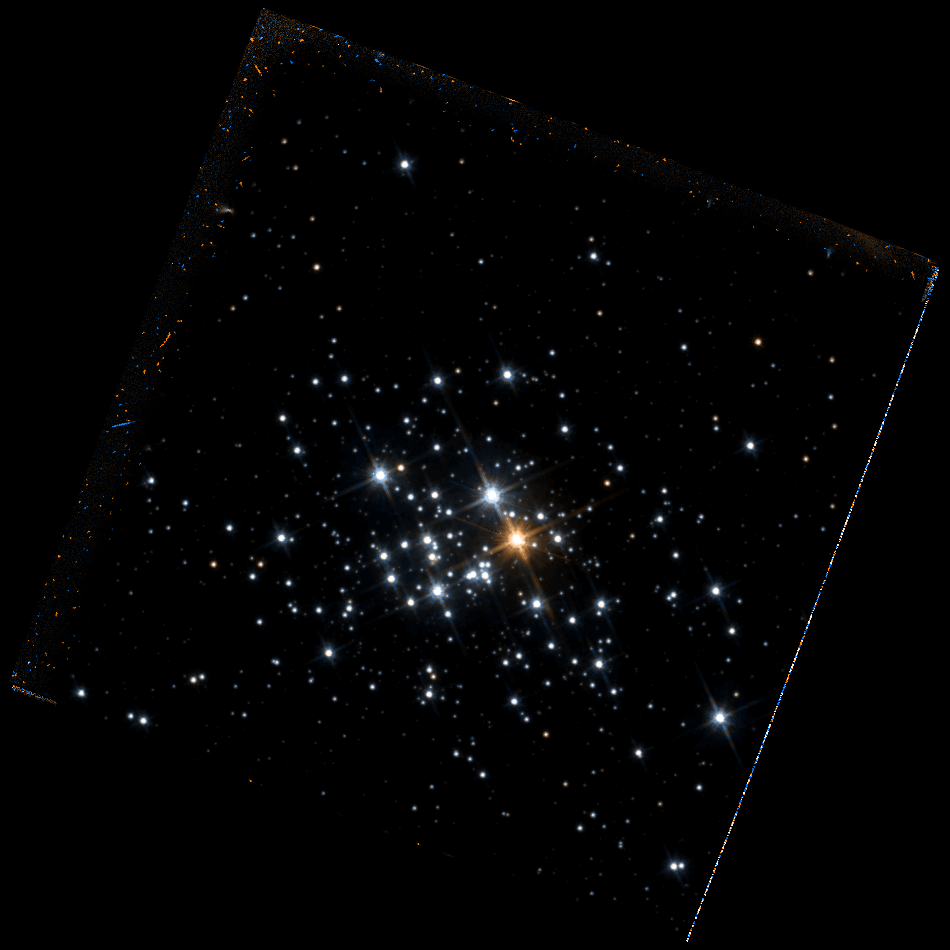
NGC 1984 par le télescope spatial Hubble.